# 香港2009東亞運動會閉幕典禮

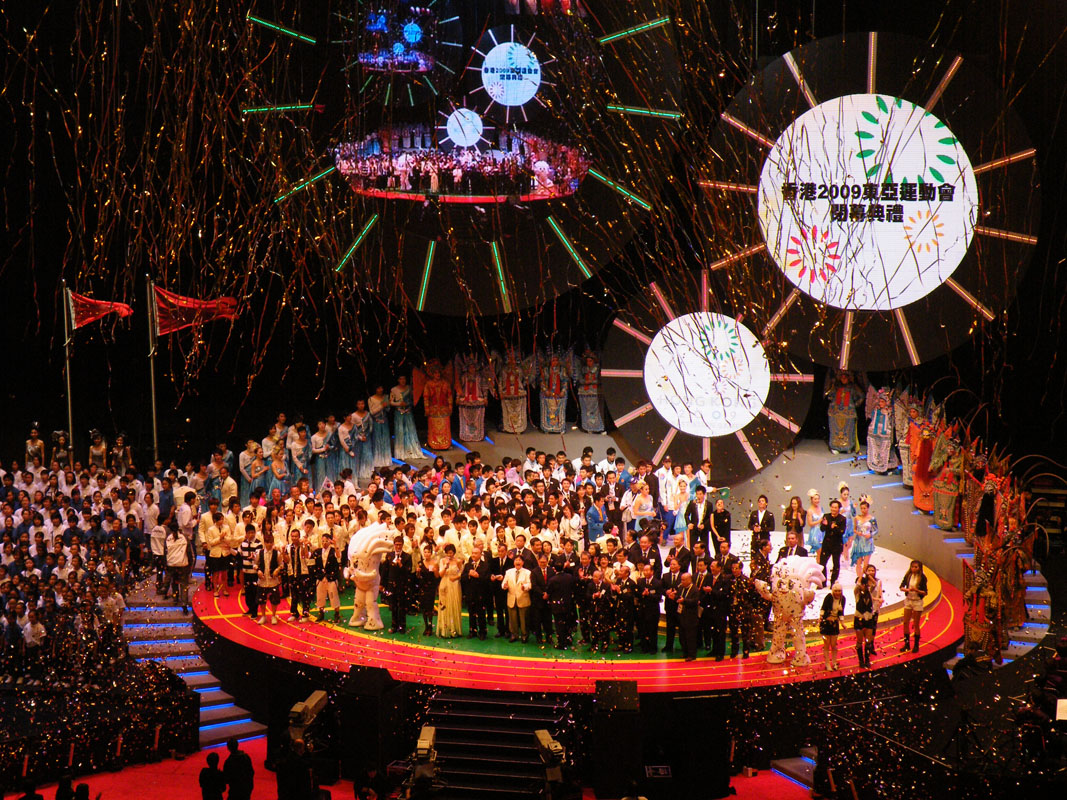
2009年東亞運動會閉幕典禮完結的一刻

2009年東亞運動會閉幕典禮於香港時間2009年12月13日晚上8時正在九龍香港體育館舉行，分為儀式及文藝表演兩個部分，全長約兩個小時。

## 籌備

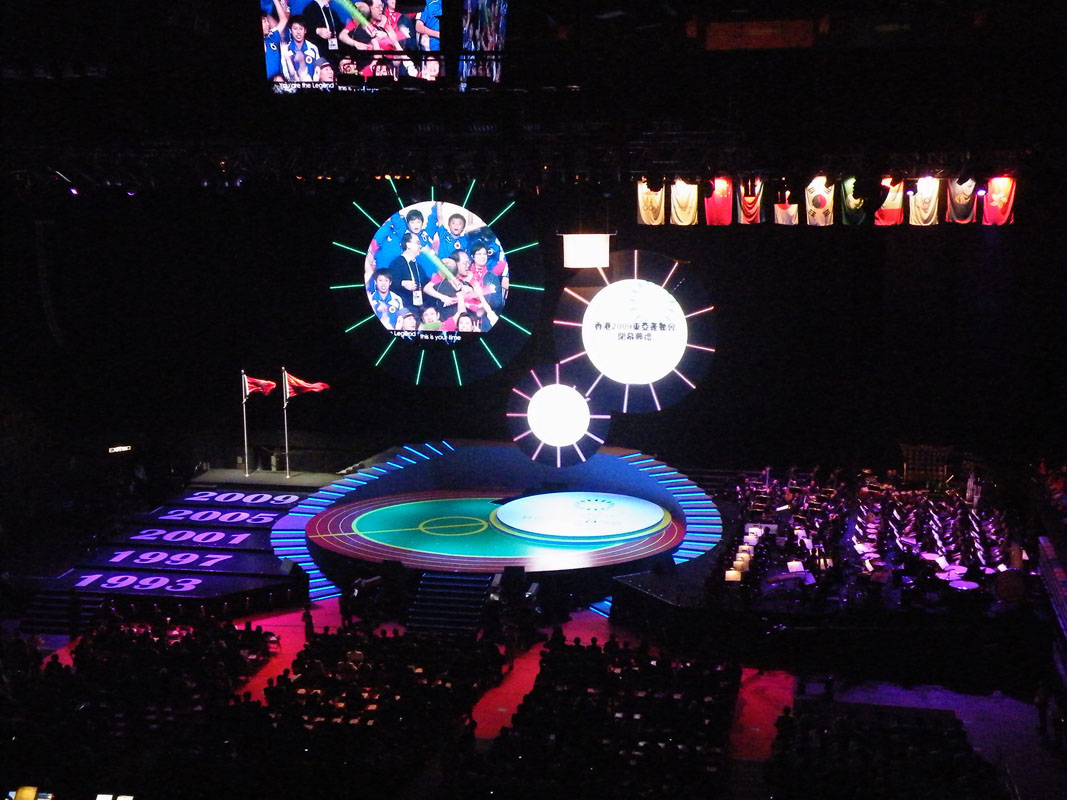
2009年東亞運動會閉幕典禮舞台

閉幕典禮耗資300萬港元，由音樂人金培達、楊廣釗及趙增熹擔任音樂總監，文念中擔任形象設計。舞台中央參考田徑場跑道及足球場的設計，左側平台並列出歷屆東亞運動會舉辦的年份，並豎立分別懸掛中華人民共和國國旗及香港特別行政區區旗的旗杆，右側則為香港中樂團的樂池，上方懸掛東亞運動會聯會、2009年東亞運動會、以及參與國家及地區的旗織。
閉幕典禮門票共三種，售價分別為港幣200、400及600元，扣除預留座位，約有5000張門票由2009年8月31日起公開發售。大會特別預留150張閉幕典禮門票，隨機贈送給東亞運義工，以答謝他們的貢獻。
大會曾考慮以香港大球場作為舉行閉幕典禮的場地。

## 主持及播報語言
閉幕典禮的儀式部分，由周國豐、尹暢及吳小莉擔任主持，以粵語、英語及普通話作為播報語言；文藝表演部分，則由周國豐、吳小莉、林韋辰及楊振耀等擔任主持，以粵語及普通話作播報語言。

## 流程

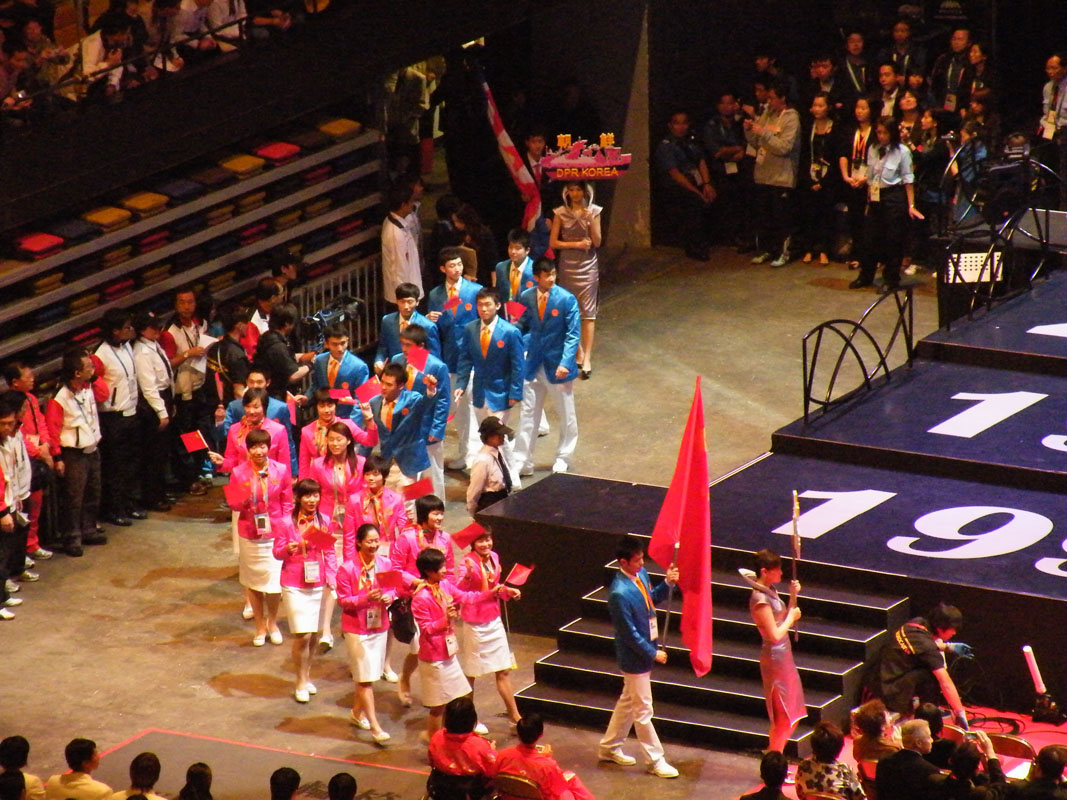
中國運動員率先進場，持旗手為羽毛球運動員林丹

閉幕典禮分為儀式及文藝表演兩部分，不設倒數。儀式開始先播放長約3分鐘，攝錄自2009年東亞運動會開幕及運動員競逐獎牌的片段。

### 運動員進場
運動員代表以中國、朝鮮、日本、韓國、中國澳門、蒙古、中華台北、關島、中國香港的次序進場。

### 歡迎主禮嘉賓及致辭

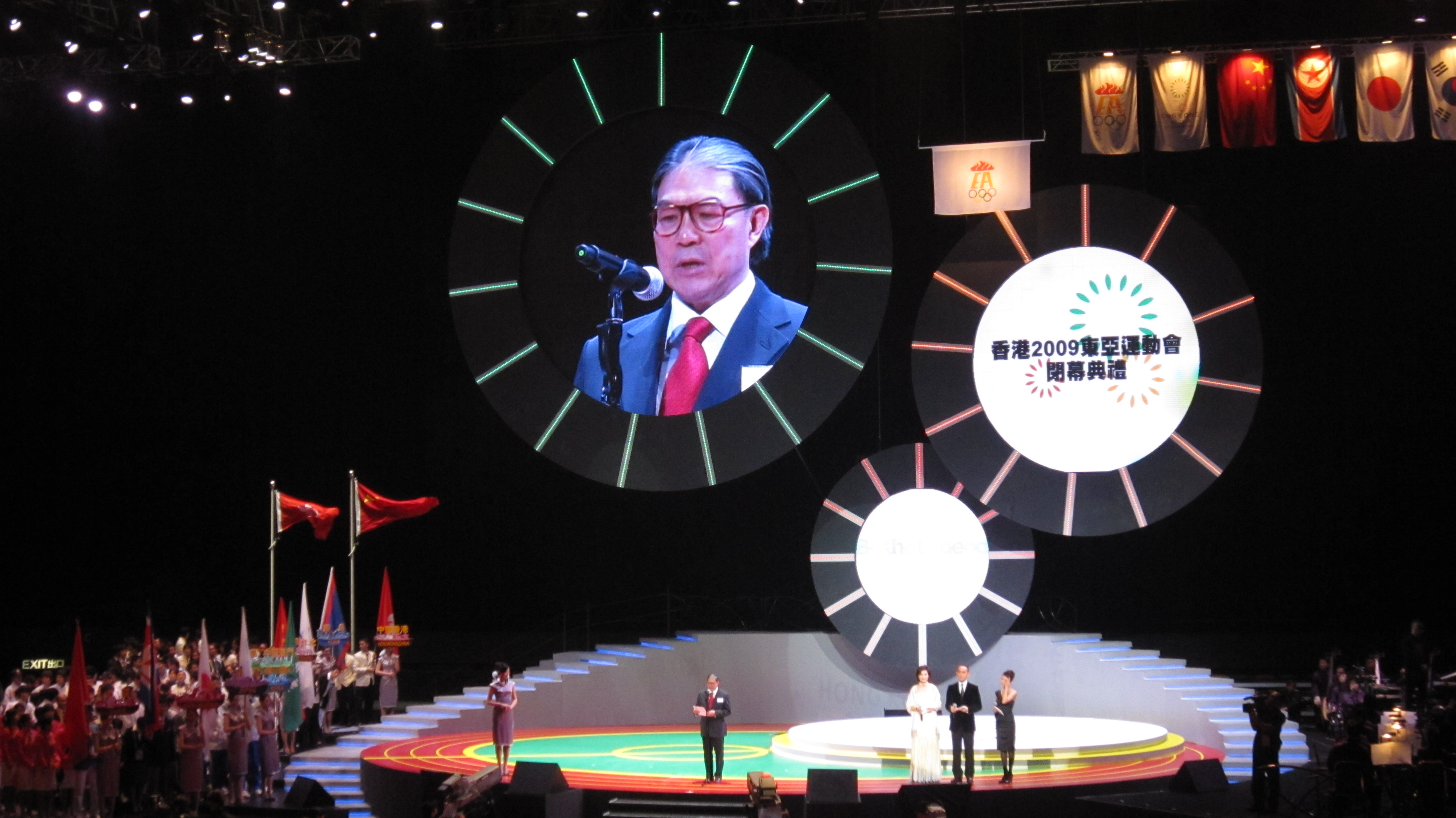
東亞運動會聯會會長霍震霆致辭

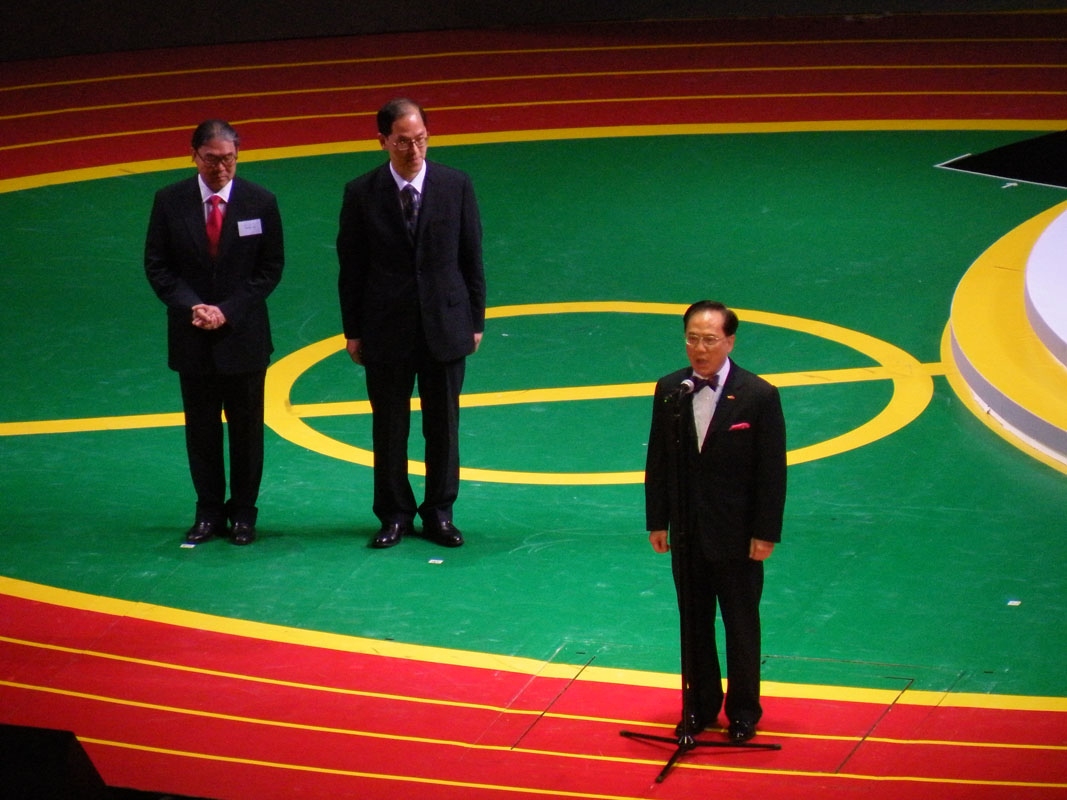
行政長官曾蔭權宣布本屆東亞運結束

主持人邀請主禮嘉賓上台，由東亞運動會聯會會長霍震霆先行致辭，其後由第五屆東亞運動會籌備委員會會長曾德成致辭，兩人致辭均以英語及粵語進行。香港特別行政區行政長官曾蔭權以粵語宣布本屆東亞運動會結束。

### 東亞運動會聯會會旗交接儀式

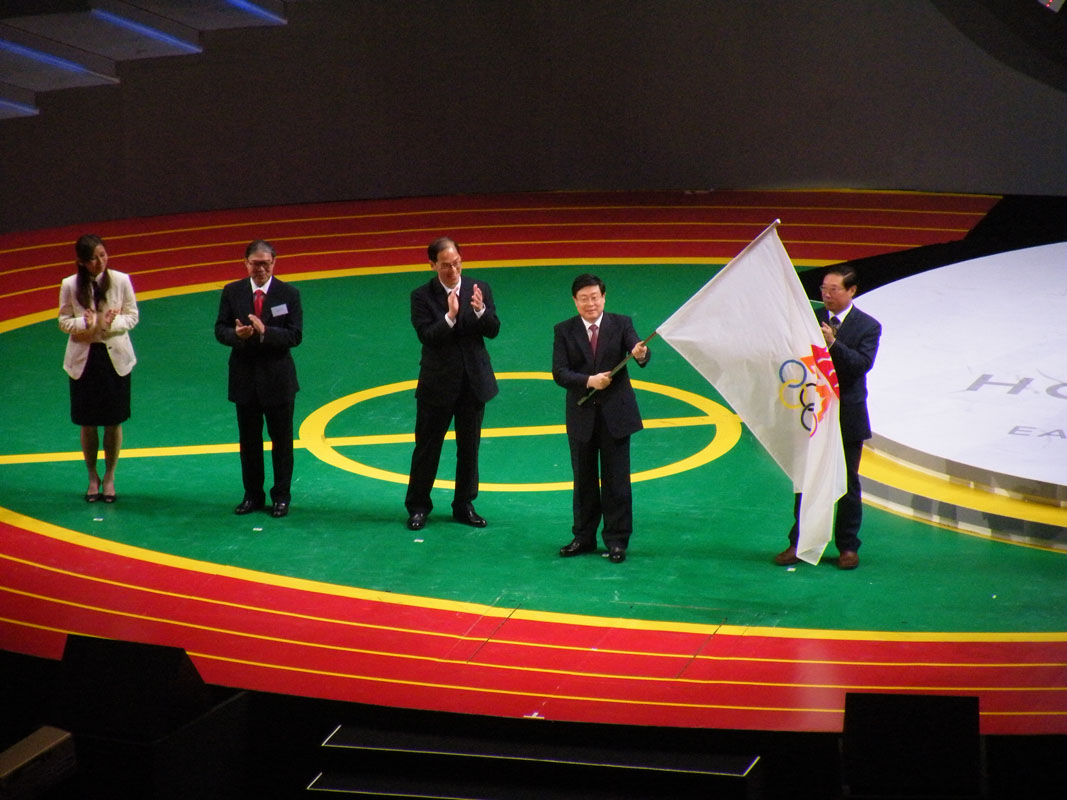
天津市長黃興國接過東亞運動會聯會會旗

香港壁球運動員趙詠賢 手持東亞運動會聯會會旗，交給東亞運動會聯會會長霍震霆，再轉交第五屆東亞運動會籌備委員會會長曾德成，由曾德成交給2013年東亞運動會主辦城市天津的市長黃興國，最後交予第六屆東亞運動會組委會副祕書長劉鳳山，標誌2013年東亞運動會籌備工作正式啟動。

### 東亞運動會聯會會旗降下及聖火熄滅

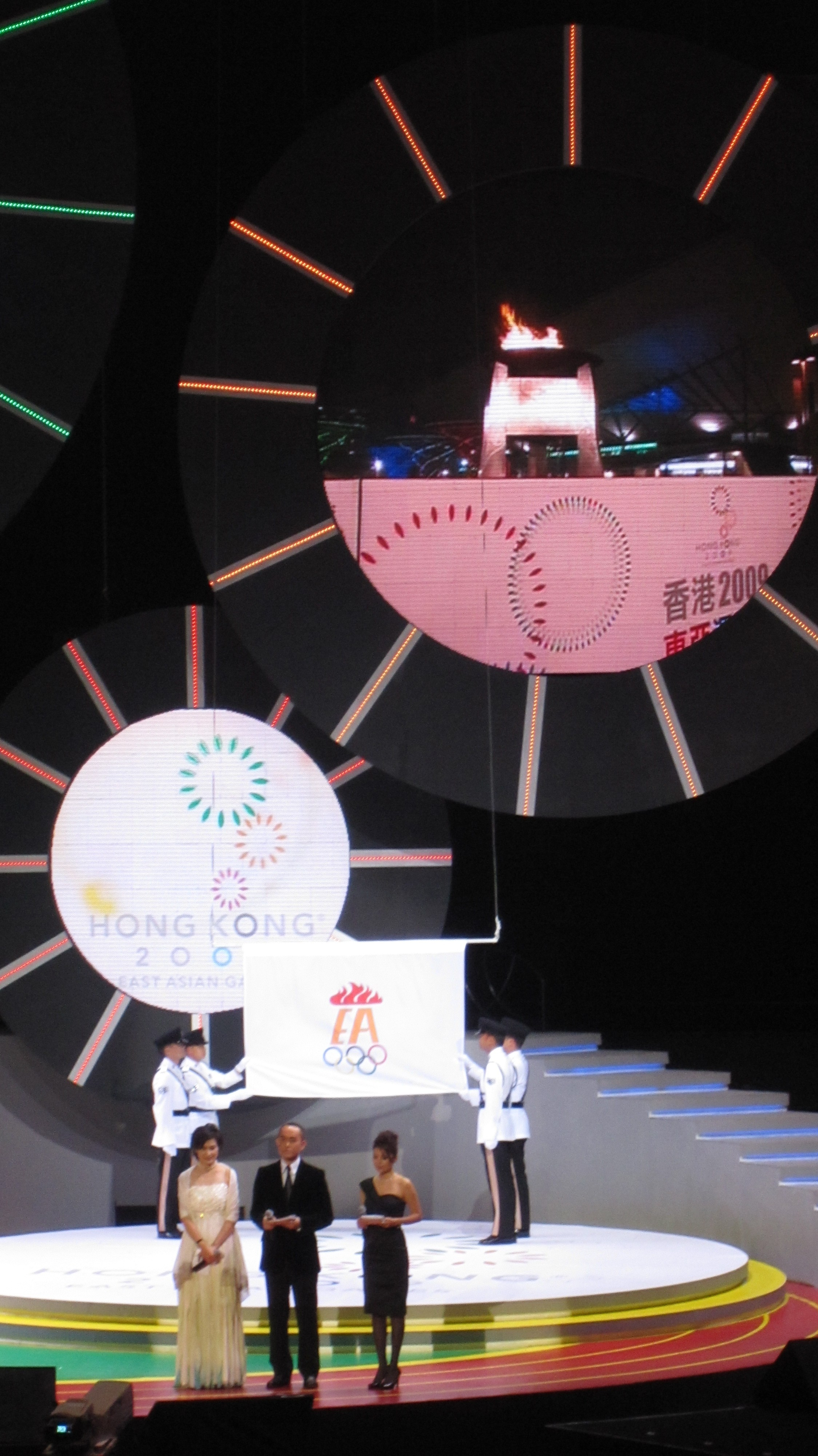
儀仗號角隊收起徐徐降下的東亞運聯會會旗，而香港東亞運聖火也於同時在場外緩緩熄滅

東亞運動會聯會會歌奏起，東亞運動會聯會會旗自舞台上方徐徐降下，由四名香港警察儀杖隊隊員步操至旗下，將旗幟收起，步操離開舞台。舞台屏幕顯示放置在香港體育館外的聖火盆，聖火緩緩熄滅。

### 天津時刻
大會播放一段題為《2013相約天津》的短片，介紹下屆東亞運主辦城市——天津，隨後進行名為「天津時刻」的10分鐘文藝表演，分為三個段落：

#### 色彩
30名身穿各種顏色的京劇演員，如行雲流水般砌出不同的隊形及圖案，並展示京劇不同的造手及功架。天津籍著名京劇演員孟廣祿帶領兩名京劇演員，分別擔任花臉、老生及旦角演唱選段。

#### 花卉
24名舞蹈及雜技演員，運用舞蹈與雜技結合，做出多項高難度動作，其中身穿白衣舞衣的演員以天使作為造型，象徵2013年東亞運動會吉祥物「津津」和「東東」。

#### 海洋
24名身穿藍色舞衣的舞者，運用現代舞及雜技，幻化為一片海洋，期間擺出多個體育動作。最後，參與表演的演員從四方八面匯聚於舞台，天使造型的舞者再次走到舞台中央一躍而起，螢光幕顯示「2013天津歡迎你」字樣及吉祥物「津津」和「東東」的圖案。儀式部分結束。

### 文藝表演
文藝表演特色是讚頌運動員努力付出，贏得友誼，帶着理想衝出世界，成為港人振奮及難忘的回憶，同時亦分享運動員背後感人的傳奇故事，為支持運動員的教練、家屬、伴侶、義工等喝采。
由閻惠昌指揮，80人組成的香港中樂團奏起樂章，其後以中樂奏起《我的驕傲》，由自幼加入地區合唱團的本地女歌手何喬翹、吳璟彤、陳天嵐及陳嘉彥，演繹該曲的粵語、國語及英語版本，向運動員致敬，最後四人在香港中樂團的伴奏下，合唱2009年東亞運動會粵語版主題曲《衝出世界》。

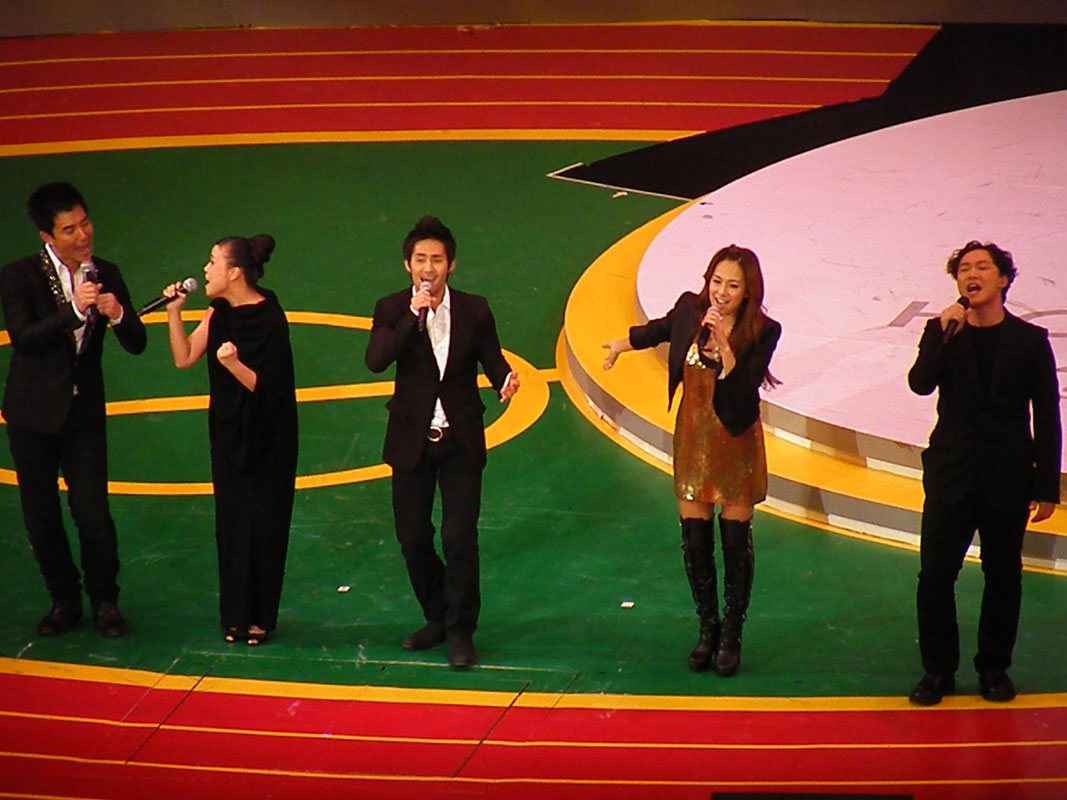
任賢齊、朱哲琴、中孝介、蔡妍及陳奕迅等歌手，合唱大會國際版本主題曲《You are the Legend》

主持人先後訴說多個運動員背後的感人故事，由五名來自東亞地區的歌手先後演唱，來自中國的朱哲琴演唱《天唱》掀起序幕，表揚運動員在比賽生涯中的堅毅意志以及體育精神。其後日本歌手中孝介以《各自遠颺》（それぞれに），向所有運動員背後默默努力的教練致敬。台灣歌手任賢齊獻唱粵語歌《朋友，你變了沒有》，讚揚運動員在競賽之中取得深厚友誼。來自韓國的蔡妍則以國語演繹《熱力開場》，以答謝運動員家屬的支持。最後香港歌手陳奕迅演唱國語歌《路，一直都在》，向無私貢獻的義工及支持東亞運的港人致敬。
五名歌手最後在香港中樂團伴奏下，並由元朗文協童聲合唱團伴唱，合唱2009年東亞運動會國際版主題曲《You are the Legend》，為整個閉幕典禮的氣氛推向高潮。歌唱完畢後，吉祥物「東仔」及「亞妹」走到台上，向觀眾道別。
主持人最後再度邀請參與閉幕典禮的主禮嘉賓、運動員、表演者到台上，一同慶祝2009年東亞運動會圓滿結束。

## 電視電台播放
- 直播：有線體育台、有線直播新聞台、now Sports 6、now直播台、香港電台第一台、中国中央电视台、台灣公共電視台
- 錄播：無線電視翡翠台、高清翡翠台、亞洲電視本港台